# Стефан (Бабаев)
Стефа́н (в миру Русла́н Лати́фович Баба́ев; род. 20 сентября 1970, Воркута, Коми АССР) — российский религиозный деятель. Митрополит и первоиерарх РосПЦ(А).

## Биография
Родился 20 сентября 1970 года в Воркуте. В 1985 году поступил в Горный техникум в Воркуте, из которого по состоянию здоровья через два года перевёлся в одно из городских профтехучилищ. Получив среднее специальное образование, в 1989 году устроился на работу в «Печоршахтстрой».
В 1992 году стал чтецом православного прихода в Воркуте. По собственному признанию: «мы пришли в церковь. Это было в Воркуте где-то в начале 90-х. Мы пришли искренне, нас было человек 10-12 — сейчас все либо монахи, либо священники». В 1994 году пострижен в монашество при Скоропослушническом монастыре города Печора. Через год в Троице-Стефано-Ульяновском монастыре Усть-Куломский район Республики Коми рукоположен в священники, тогда же назначен благочинным монастыря.
17 июля 1996 года решением Священного синода РПЦ был возрождён Стефано-Афанасьевский монастырь селе Вотча Сысольского района Республики Коми. Наместником монастыря был назначен иеромонах Стефан (Бабаев). Стали собираться насельники из разных уголков страны. Однако вскоре начался конфликт с епархиальным руководом. Журналистка Ольга Буданова так описывала настроения братии: «насельники во главе с настоятелем не лебезили перед духовным начальством, не „отстёгивали“, не устраивали обедов, банек и проч. И вот тогда и стали обретать чёткую определённость начальные сомнения души: там, за стенами монастыря, не просто что-то глубоко неладно, а конкретно — ложь, подмена истинного церковного единства мертвящими структурными схемами и „партийными“ отношениями, номенклатурность духовной иерархии, а вместо любви во Христе — подавление личности». 1 апреля 1999 года Священный синод РПЦ постановил освободить иеромонаха Стефана (Бабаева) от обязанностей наместника монастыря и назначил иеромонаха Стефана (Чернавского) исполняющим обязанности наместника. В конце 1998 года со всей братией Стефано-Афанасьевского монастыря принимает решение о переходе в юрисдикцию Русской Православной Церкви Заграницей (РПЦЗ). По словам епископа Питирима (Волочкова), иеромонах Стефан «проявил непослушание и показал свое неумение управлять монастырем, то был снят и наказан вместе с другими бездельниками».
В апреле 1999 года братия монастыря во главе с иеромонахом Стефаном (Бабаевым) объявили, что они выходят из подчинения епископа Сыктывкарского и Воркутинского Питирима и относятся теперь к Русской православной церкви заграницей. 14 апреля того же года епископ Сыктывкарский и Воркутинский Питирим (Волочков) в сопровождении духовенства и мирян Сыктывкарской епархии автоколонной из 5 автомашин в сопровождении автомобиля ГИБДД МВД РК прибыл в Сысольский район для совершения Пасхальных богослужений в Стефано-Афанасьевском монастыре и Троицком храме села Визинга. При подъезде к переправе между селом Первомайский и селом Вотча автоколонну остановил пикет. В составе пикета находились школьники Первомайской средней школы со своими учителями и завучем, возглавляемые запрещенными в священнослужении заштатными клириками Сыктывкарской епархии иереем Максимом Савельевым, иеромонахом Афанасием (Жюгждой), лишённым сана иеромонахом Стефаном (Бабаевым), не состоящим в штате епархии монахом Иоанном (Дановым), а также Григорием Спичаком и Юрием Екишевым. Епископ Питирим был остановлен вместе с сопровождавшими его духовенством и мирянами толпой, выкрикивавшей «нет!» и «анаксиос!». Не сумев убедить пикетчиков, епископ Питирим отслужил праздничный Пасхальный молебен на берегу реки и направился вместе со школьниками и учителями в местный Дом культуры, где при переполненном зале была проведена беседа о празднике Пасхи и молитве «Отче наш». В село Вотчу не были пропущены также глава Сысольского района Иван Киселёв и советник по делам религии В. Кулимова. В 1999 году насельники монастыря создали скит в деревне Бердыш Троицко-Печорского райна.
Начались судебные разбирательства, в ходе которых монастырь остался за сторонниками Стефана (Бабаева), так как он был построен на средства семьи Екишевых и был оформлен на неё в качестве домовой церкви. Кроме того, население окружающих деревень выходило на защиту монахов, и власти испугались возможных столкновений. В 2001 и 2002 годы состоялось два судебных разбирательства. Иски были поданы от имени игумении Василисы (Мосягиной) — новой настоятельницы Стефано-Афанасьевского монастыря, действовавшего в соседнем селе Первомайском. Выступавший ответчиком Юрий Екишев оба раза одержал победу. Стефана (Бабаева) семь раз допрашивали в районном отделении милиции (его подозревали в краже пожертвований, переданных Сыктывкарско-Воркутинской епархии; в поджоге здания школы в с. Вотча, которое монахи занимали до перехода в подчинение РПЦЗ; в сокрытии улик после попытки поджога; в разрушении деревянного креста, воздвигнутого с благословения епархии), два раза в прокуратуре и один раз — налоговой полиции. После победы на президентских выборах Владимира Торлопова преследования со стороны правоохранительных органов прекратились. Торлопов встречался с архимандритом Стефаном (Бабаевым) и Юрием Екишевым и дал им понять, что власти занимают нейтральную позицию в конфликте и больше вмешиваться не будут. Общественность и большинство СМИ заняли в конфликте либо нейтральную позицию, либо сочувствовали Стефану и Юрию Екишеву. Их иногда приглашали на официальные культурные и научные мероприятия. В 2001 году насельники монастыря во главе со Стефаном (Бабаевым), перешли в юрисдикцию митрополита Виталия (Устинова) — РПЦЗ(В). Назначен благочинным РПЦЗ Северо-Западного региона России, в составе которого находились два монастыря, скит и несколько приходов в разных городах России.
В начале 2005 года возведён в сан архимандрита. Вскоре в РПЦЗ(В) наметился серьезный конфликт. 23—25 ноября 2005 года Архиерейский собор РПЦЗ(В) избрал заместителем председателя Архиерейского синода епископа Антония (Орлова), возведя его в сан архиепископа. Поскольку формальный предстоятель РПЦЗ(В) митрополит Виталий был крайне немощен, Антоний (Орлов) решил, что теперь он является фактическим главой РПЦЗ(В) и начал издавать различные указы. В этом его поддержал епископ Виктор (Пивоваров), но значительная часть клира и мирян РПЦЗ(В) этому воспротивились. Оппозицию Антонию возглавили секретарь Синода РПЦЗ(В) протоиерей Вениамин Жуков и епископ Владимир (Целищев). 10 июля 2006 года прибыл в Мансонвилль. 23 июля Антоний (Орлов) «властью данной мне от Бога» издал указ о временном переходе к нему полномочий главы Церкви (РПЦЗ(В)). На официальном сайте противостоящей группы данный указ характеризовался как «проводящий чёткую границу между теми священнослужителями и паствой, которые признают главой РПЦЗ Блаженнейшего Митрополита Виталия и теми, кто признаёт таковым автора сего указа».
В тот же день Антоний (Орлов) и Виктор (Пивоваров) в свечной мастерской Спасо-Преображенского скита в Мансонвилле открыли заседания «Архиерейского собора», в котором также приняли участие их сторонники. 27 июля 2006 года в свечном сарае (ввиду отсутствия у группы Антония (Орлова) молитвенных помещений в Мансонвилле, был архиепископом архиепископом Антонием (Орловым) епископом Виктор (Пивоваровым) рукоположен в сан епископа Усть-Сысольского и Северо-Российского. 29 июля 2006 года назначен правящим архиереем Северо-Российской епархии. Данный собор продлился до 29 числа, получил название «свечного». После смерти митрополита Виталия в сентябре того же года архиепископ Антоний (Орлов) стал именовать себя местоблюстителем Первоиераршего престола РПЦЗ. Решением Архиерейского собора РосПЦ прошедшего с 2 по 7 ноября 2006 года в кафедральном харме Центрально-Российской епархии РосПЦ в Щербинке был возведён в сан архиепископа. Границы Северо-Российской епархии были определены в пределах Северо-Западного федерального округа, Финляндии, Эстонии, Латвии, Литвы. В том же году экстремистски-националистические выступления епископа Стефана (Бабаева) и Юрия Екишева стали неприемлемы не только для властей, но и для значительной части общественности Республики Коми. Здание монастыря у них вскоре отобрали. Юрий Екишев после тюремного заключения в Коми не вернулся, а Стефан (Бабаев) со своими сторонниками перешёл на полулегальное положение.
В ходе последовавших расколов в РосПЦ поддержал митрополита Антония (Орлова).
16 ноября 2024 года решением чрезвычайного Архиерейского собора РосПЦ(А), состоявшегося в Санкт-Петербурге, избран Первоиерерхом РосПЦ(А).